# Kateryna Juschtschenko

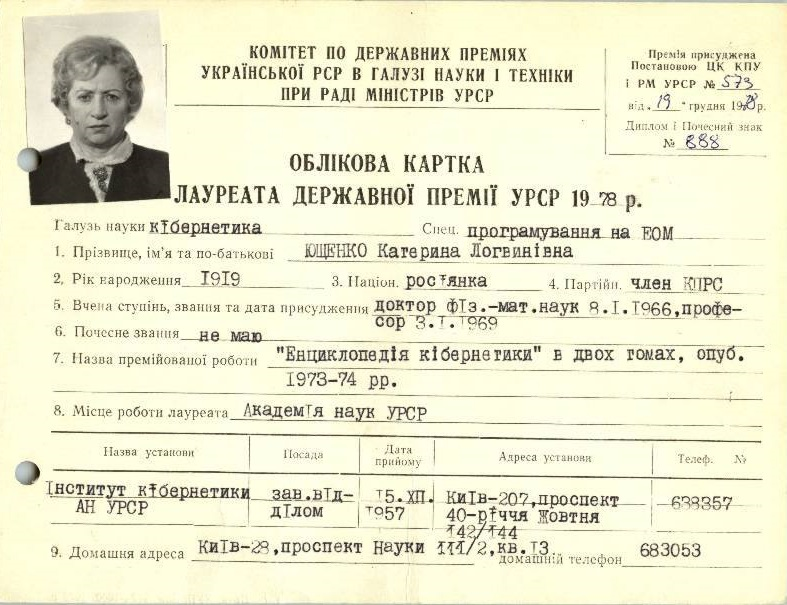
Bild von Kateryna Juschtschenko auf der Ernennung zum Staatspreisträger der Ukrainischen SSR auf dem Gebiet der Wissenschaft und Technologie

Kateryna Lohwyniwna Juschtschenko (ukrainisch Катерина Логвинівна Ющенко, russisch Екатерина Логвиновна Ющенко Jekaterina Logwinowna Juschtschenko; * 8. Dezember 1919 in Tschyhyryn, Ukrainische Volksrepublik; † 15. August 2001) war eine ukrainisch-sowjetische Mathematikerin, Kybernetikerin und Hochschullehrerin.

## Leben
Kateryna Juschtschenko kam als Kind einer Lehrerfamilie in Tschyhyryn zur Welt. Ihr jüngerer Bruder Wolodymyr Rwatschow (1926–2005) war später Rektor des Instituts für Radioelektronik und Leiter des Polytechnischen Instituts für theoretische und mathematische Physik in Charkiw. Juschtschenko verbrachte ihre Kindheit und Jugend in ihrem Geburtsort. Nachdem sie dort die Schule abgeschlossen hatte, studierte sie ab 1936 an der Fakultät für Physik und Mathematik der Universität Kiew. Nach der Verhaftung ihres Vaters im Jahr 1937 galt Kateryna als Tochter eines Volksfeindes. Daraufhin geriet sie in eine äußerst schwierige materielle und aufgrund der Stigmatisierung auch moralische Situation, was ihr noch viele Jahre nachhing.
Von 1938 an studierte sie an der Zentralasiatischen Universität in Taschkent, die sie 1942 absolvierte. Während des Zweiten Weltkrieges extrahierte sie Kohle in den 150 km südöstlich von Taschkent gelegenen Minen von Angren-Stalin.
Im September 1944 zog sie, nach der Befreiung der westlichen Ukraine von der deutschen Okkupation, zu Verwandten in die Ukraine und war als Lehrerin an Gymnasien in Schytomyr und im Rajon Stryj in der Oblast Lwiw tätig. Als im August 1946 eine Niederlassung des Instituts für Mathematik der USSR in Lwiw eröffnet wurde, zog Kateryna Juschtschenko die Aufmerksamkeit des Akademiemitgliedes der Ukrainischen Akademie der Wissenschaften Boris W. Gnedenko auf sich, der sie einstellte und unter dessen Leitung sie 1950 am Institut für Mathematik der Ukrainischen Akademie der Wissenschaften promovierte. Im gleichen Jahr wurde sie zum Vollmitglied der Akademie der Wissenschaften der USSR gewählt.
Von 1950 bis 1957 war sie Wissenschaftliches Mitglied des Instituts für Mathematik der Akademie der Wissenschaften der USSR und seit 1957 war sie Leiterin der Abteilung des Rechenzentrums der Akademie der Wissenschaften der Ukrainischen SSR. Von 1990 an war Juschtschenko Beraterin der Leitung des nach Wiktor Gluschkow benannten Instituts für Kybernetik der Nationalen Akademie der Wissenschaften der Ukraine.

## Werk
Ihre wissenschaftlichen Arbeiten bezogen sich auf die Wahrscheinlichkeitstheorie, die Theorie und die Schaffung von algorithmischen Sprachen und Programmiersprachen, sowie auf Methoden zum Aufbau von automatisierten Datenverarbeitungssystemen.
Juschtschenko schrieb die ersten Programme für den ersten von der Ukrainischen Akademie der Wissenschaften unter der Leitung von Sergei Lebedew entwickelten Computer. In den vierzig Jahre ihrer Beschäftigung am Institut für Kybernetik der Nationalen Akademie der Wissenschaften der Ukraine schuf sie eine in der Ukraine und im Ausland bekannte wissenschaftliche Schule der theoretischen Programmierung. Von ihren Studenten wurden mehr als 50 Kandidaten der Wissenschaft und 14 Doktor.
Sie entwickelte 1955 die Zielsprache – den Vorläufer der Programmiersprachen und schrieb mehr als 300 wissenschaftliche Arbeiten, darunter mehr als 20 Monographien und Lehrbücher.

## Ehrungen
- 1978, 1991 Staatspreis der Ukrainischen SSR im Bereich der Wissenschaft und Technologie[3]
- 1984 Preis des Ministerrats der Ukrainischen SSR[1]
- 1985 W. M. Gluschkow-Preis[1]
- 1999 Orden der Prinzessin Olga 3. Klasse[3]